# 石井琢磨
石井 琢磨（いしい たくま、1989年11月17日 - ）は、日本のクラシック音楽のピアニスト、クラシック系YouTuber。オーストリア・ウィーン在住。

## 略歴
徳島県鳴門市生まれ。3歳からピアノをはじめる。両親が音楽好きであり、日常に音楽があふれる環境で育った。2人の姉がピアノを習っており、その練習に母親が付き添っていたため、その間、石井は母に構って貰えず蚊帳の外であった。母を姉たちにとられてしまったような気持ちになり「ピアノを始めたら（自分も）母と一緒にいられる」と思い、一緒にピアノを習いたいと伝えたことがレッスンを受けるきっかけであった。
中学3年生の時に名古屋から東京都練馬区に転居し、練馬区立石神井南中学校に編入、サッカー部に所属していた。中学3年生の時にピアノの発表会で、ラヴェルの「ソナチネ」を演奏した際に「あなたの演奏を聴いて幸せになることができた。ありがとう」と聴衆のご婦人に声をかけられ、「人を幸せに出来て、自分も楽しく幸せな気持ちになれる素敵な職業」と感じたことがきっかけとなり、ピアニストを目指す。
2008年、東京都立芸術高等学校卒業。東京藝術大学音楽学部器楽科ピアノ専攻を卒業。ウィーン国立音楽大学コンサートピアノ科修士課程を審査員満場一致の最優秀で修了。同大学ポストグラデュアーレコース卒業。2009年、第14回浜松国際ピアノアカデミー受講。2012年、第12回徳島文理大学ウィーン国立音大夏期講習会を受講、オーディションにて奨学金給付者に選出される。
2016年、ジョルジュ・エネスク国際コンクール（ルーマニア・ブカレスト）ピアノ部門第2位を受賞。日本人ピアニスト初入賞の快挙であった。これを機にヨーロッパでの本格的な音楽活動を始める。
2019年ウィーン国立音楽大学代表としてダニール・トリフォノフのマスタークラスを日本人として初めて受講する。2022年4月、株式会社イープラスとエージェント契約締結。2023年6月1日に公式ファンクラブ「たくわん村」を開設。石井自身は、たくわん村の「副村長」であり、ファンは「村民」と言われている。2024年2月、幼い時からの夢だったサントリーホールでのソロリサイタルを開催。これまでに、和田津美智代、飯田桂子、松本明、西川秀人、ペーター・エフラー、ローランド・ケラー、ジャスミンカ・スタンチュール、アンナ・マリコヴァに師事。
2025年6月に来日するベルリン交響楽団日本ツアーのソリストに抜擢される。

## YOUTUBE活動
新型コロナウイルス感染症により演奏活動の中止を余儀なくされ「ピンチをチャンスに」と2020年3月、「たくおん」名義で公式YouTubeチャンネル『TAKU-音 TV たくおん』を開設。2021年のゴールデンウィークには「毎日投稿」を一週間行った。2024年2月、登録者数24.4万人達成。現在の総視聴回数は1億回を超える。

## 受賞歴
- 2006年 - ピティナ・ピアノコンペティション全国決勝大会G級入選
- 2006年 - 第16回日本クラシック音楽コンクール入選
- 2006年 - 第10回ペトロフピアノコンクール高校の部第1位
- 2006年 - 第1回ベーテンピアノコンクール高校の部第1位
- 2006年 - 第9回洗足学園ジュニア音楽コンクール最優秀賞
- 2007年 - 第17回日本クラシック音楽コンクール全国大会最高位
- 2009年 - 第10回大阪国際音楽コンクールAge-U部門第3位（1位なし）
- 2009年 - 東京芸術センターコンクール入選。
- 2012年 - 第5回ベーテンピアノコンクール大学の部第1位
- 2015年 - IKAムルハルト（ドイツ・ムルハルト）にて第1位及び聴衆賞受賞
- 2016年 - ジョルジュ・エネスク国際コンクール（ルーマニア・ブカレスト）ピアノ部門第2位受賞（日本人ピアニスト初入賞）
- 2017年 - ディヒラーコンクール（オーストリア・ウィーン）優勝
- 2022年1月 - 「ららら♪クラシック」（NHK Eテレ）の人気投票「あなたが2022年注目するソリスト・ベスト3」にて5位[注釈 2]
- 2022年2月 - 宮本亞門の呼びかけで始まった次世代のスターを羽ばたかせるプロジェクト「あなたがNEXTアーティスト!」に選出
- 2023年 - 第15回 とくしま芸術文化賞 奨励賞受賞
- 2023年 - 「楽器店大賞」ピアニスト部門 大賞受賞
- 2023年11月 - 第24回ららら♬クラブ人気投票クラシックコンサートの司会者第1位

## 活動歴

### コンサート

#### 2021年以前
- 2018年ヨーロッパ最大級の音楽イベントであるジョルジュ・エネスク国際音楽祭（ルーマニア・ブカレスト）に招かれアテネ音楽堂にてソロリサイタルを開催。

| 年   | 月 | 日 | 名称                                                                                             | 備考                                                                     |
| ---- | -- | -- | ------------------------------------------------------------------------------------------------ | ------------------------------------------------------------------------ |
| 2020 | 8  | 5  | ソーシャルディスタンスコンサート（徳島県立文化書道館）                                           | 姉の代役出演（covid-19の蔓延に伴い）                                     |
| 2020 | 8  | 1  | You&愛 ハートフルコンサートVol.3 石井琢磨・髙木竜馬ジョイントspecial（於：アピアチェーレin豊田） | チケットは販売開始10分で完売した。                                       |
| 2020 | 10 | 9  | 石井琢磨ピアノ・リサイタル in 夢ホール（阿南市文化会館）                                         |                                                                          |
| 2020 | 12 | 21 | ウィーン国立音大主催 学生代表選抜コンサート                                                      |                                                                          |
| 2021 | 8  | 7  | 石井琢磨ピアノリサイタル（於：ホテルカデンツァ東京）                                             | オンライン販売分は1分で完売。電話販売分は9分で完売。                     |
| 2021 | 8  | 28 | 石井琢磨ピアノリサイタル（於：音楽の友ホール）                                                   | チケット販売サイトに通常の20倍のアクセスが集中し、サーバーがダウンした。 |
| 2021 | 9  | 5  | 石井琢磨ピアノリサイタル（於：鳴門市ドイツ館）                                                   |                                                                          |
| 2021 | 9  | 11 | 石井琢磨ピアノコンサート（於：阿南コスモホール）                                                 |                                                                          |
| 2021 | 9  | 20 | TAKUON'S STREET PIANO 1日限りのストピ in NARUTO（鳴門公園千畳敷展望台）                          | スペシャルゲスト：菊池亮太 小中学生と連弾企画                            |

#### 2022年
| 月 | 日 | 名称 | 備考 |
| -- | -- | --- | --- |
| 2  | 10 | DAIKI GROUP チャリティコンサート 石井琢磨 ピアノリサイタル（於：兵庫県立芸術文化センター）                         | 兵庫、名古屋、東京の3か所公演 2月12日、名古屋（三井住友海上しらかわホール） / 2月22日、東京（紀尾井ホール） |
| 4  | 24 | NEO PIANO Far Beyond                                                                                               | 菊池亮太、ござ、Jacob kollerと共演 |
| 5  | 3  | 日比谷フェスティバル                                                                                               | |
| 5  | 20 | ウィーンコンツェルトハウス                                                                                         | |
| 5  | 12 | THE CLASSICAL LEGEND!!ストーリーコンサート〜ドビィッシー編〜（於：東京オペラシティ）                               | ピアニスト：高木竜馬、声優：岡本信彦と共演 |
| 6  | 19 | takt op.Destiny オーケストラコンサート（於：オーチャードホール）                                                   | 指揮：榊真由 オーケストラ：STAND UP!ORCHESTRA ピアニスト：石井琢磨 ゲスト：若山詩音 |
| 7  | 9  | 石井琢磨 First Dinner Show（於：ホテルカデンツァ東京）                                                             | ネット販売は20分でSOLD OUT 料理の初監修も務めた。 当初は、2月27日に開催予定であったが、COVID-19影響を受け延期された。 |
| 8  | 7  | 阿南市「夢ホール音楽の日」（於：阿南市文化会館）                                                                   | 芸術監督に就任。ピアノリサイタル、子どもたちとの連弾をおこなった。連弾譜は音楽家の藤川有樹が書いている。 |
| 9  | 17 | メジャーデビューアルバム「TANZ」ツアー TAKUMA ISHI PIANO RECITAL 2022 (於：第一生命ホール）                        | 東京・名古屋・大阪すべての会場SOLD OUT 10月2日、名古屋（三井住友海上しらかわホール） / 10月8日、大阪（住友生命いずみホール） |
| 10 | 17 | 原画漫画『のだめカンタービレ』連載20年新装版刊行記念 のだめクラシックコンサート（於：Bunkamuraオーチャードホール） | 昼・夜2回公演 亀井聖矢とともにソリストを務める |
| 10 | 23 | 福間洸太朗プロデュース サロンコンサート in 銘楽堂 第2回                                                            | |
| 10 | 25 | BS11「貴公子たちの音楽会」（於：自由学園明日館）                                                                   | LE VELVETS、佐賀龍彦、宮原浩暢、ピアニスト・菊池亮太、ボーカリスト・高島健一郎と共演。 |
| 10 | 14 | 石井琢磨×高木竜馬 2台ピアノコンサート（於：浜離宮朝日ホール）                                                      | |
| 11 | 3  | 「踊るクラシック・コンサート」（於：市川市文化会館）                                                               | ピアニスト・菊池亮太とともに進行もつとめた。STUND UP!ORCHESTRAとラフマニノフピアノ協奏曲第2番（第1楽章）を演奏した。指揮は榊真由。アンコールでは、藤川有樹が編曲した「ラデツキー行進曲」を菊池との連弾とオーケストラと一緒に奏でた。曲前には、客席にいる藤川が紹介された。コンサートは、ハイブリットで行われ、同時配信もされた。 |
| 11 | 6  | KF Presents Rare Piano Music Vol.22（配信）                                                                        | |
| 11 | 13 | STAND UP! CLASSIC FESTIVAL '22 in TOSHIMA                                                                          | 午前にはGLOBL RING THEATERのステージで3曲演奏した。 音楽家の藤川有樹が編曲したモーツアルトのアヴェ・ヴェルム・コルプスを豊島岡女子学園高校コーラス部の合唱と一緒に演奏した。夕方からの自由学園明日館でのピアノ・リサイタルでは、アルバムTANZに収録されている曲を中心にアンコールを含め7曲を演奏した。 |
| 11 | 17 | 47都道府県ツアー〜ウィーンからあなたの街へ〜発表記念コンサート（於：紀尾井町サロンホール）                         | 本チケットは販売開始から30秒でsold outした。以下、終了しているツアー 11月18日、群馬県桐生市（美喜仁桐生文化会館） / 11月19日、岐阜県下呂市（下呂交流会館） / 11月23日、和歌山県橋本市（橋本市サカイキャニング産業文化会館） / 12月23日、広島県三原市（三原市芸術文化センター） / 2023年2月19日、新潟市（北区文化会館） / 2月23日、秋田県大館市（ほくしか鹿鳴ホール） / 2月25日、宮城県仙台市（電力ホール）/７月16日、兵庫県川西市（キセラホール）/7月17日、愛知県豊田市（豊田市コンサートホール)/ 7月29日、山形県山形市（テルサホール） |
| 11 | 26 | THE CLASSICAL LEGEND!!コンサートsession 2-焔の青春編-〜ラフマニノフvsスクリャービン〜（於：東京オペラシティ）      | ピアニストの外山啓介、声優の狩野翔、中澤まさともと共演した。 |
| 12 | 11 | 石井琢磨クリスマスコンサート（於：阿波市アエルワホール）                                                           | |
| 12 | 25 | 石井琢磨クリスマスコンサートin夢ホール（於：阿南市）                                                               | |

#### 2023年
| 月 | 日      | 名称 | 備考 |
| -- | ------- | --- | --- |
| 1  | 21      | NEO PIANO Far Beyond（於：かつしかシンフォニーヒルズモーツアルトホール）                                                              | 菊池亮太、ござ、瀬戸一王と共演。ストリングス編成を交えたステージ。 石井はござとの初2台ピアノでピアソラ「フーガと神秘」 トリオでピアソラ「オブリビオ」 菊池亮太と2台ピアノで「死の舞踏」 2台8手で「リベルタンゴ」 2台8手＋ストリングスの編成で「威風堂々」を演奏した。 |
| 1  | 22      | 石井琢磨／菊池亮太スペシャルジョイントコンサート（於：四日市市文化会館第２ホール）                                                    | 初めてのジョイントコンサート。連弾／ソロ／2台ピアノで構成されたステージ。2人が最初にセッションした思い出の曲「ハンガリー舞曲第5番」を最後に演奏した。 |
| 1  | 29      | STAND UP CLASSIC in AKITA（於：あきた芸術劇場ミルハス 大ホール）                                                                      | 出演者：紀平凱成／高木竜馬／上野耕平／TSUKEMEN／亀井聖矢 チャイコフスキー／プレトニョフ「眠れる森の美女」よりアダージョを演奏。 高木竜馬との2台ピアノで、J.シュトラウス2世／藤川有樹「雷鳴と稲妻」、ラヴェル「ラ・ヴァルス」を演奏した。 |
| 3  | 18      | 阿川村長企画「洋琴の音色は心をHAPPYに！」（於：博物館明治村 聖ザビエル天主堂）                                                        | 収蔵庫にあった100年前に製造されたウィーンのピアノを修復したものと、50年前のYAMAHAのピアノを演奏。ピアノ状態なども解説した。 阿川との連弾「チムチムチェリ―」も披露された。 |
| 3  | 21      | JET STREAM 55th Live（於：東京オペラシティコンサートホール）                                                                          | 古澤巖、平原綾香、岡田治郎と共演。 ウィーンの夜会/ニュー・シネマ・パラダイス（ラフマニノフ風） Aloha ʻOe/Danny Boy/Lady Marmalade/Summer Time/Time To Say Goodbye/ What A Wonderful World |
| 3  | 25      | THE CLASSCAL LEGEND!!コンサート session2 岐阜公演〜ラフマニノフVSスクリャービン焔の青春編〜（於：大垣市スイトピアセンター文化ホール） | 出演者：髙木竜馬、中澤まさとも、狩野翔 ソロ：スクリャービン「左手のためのノクターンOp.9-2」 スクリャービン「エチュード「悲愴」Op.8-12 髙木との2台ピアノ スクリャービン「パガニーニの主題による狂詩曲」第18変奏2台ピアノ版 ラフマニノフ「組曲第2番」第3楽章ロマンス／第4楽章タランテラ ラフマニノフ「ピアノ協奏曲第2番」第1楽章 |
| 4  | 2       | 踊るクラシックコンサート（於：南海浪切ホール／大ホール）                                                                              | 出演者：菊池亮太、榊真由（指揮）、STUND UP ORCHESTRA 2台ピアノ：ハチャトリアン「剣の舞」／サン＝サーンス「死の舞踏」／バーンスタイン「ウエスト・サイド・ストーリーより〝マンボ”」／ショパン「革命のエチュード」（アンコール） コンチェルト：ラフマニノフ「ピアノ協奏曲第2番 第1楽章」／ヨハン・シュトラウス1世「ラデツキー行進曲」（アンコール） |
| 4  | 9       | 平安神宮 桜音夜 | 2回公演（18:40 - 19:20／19:50 - 20:30）ともに和装で演奏した。 平井康三郎「幻想曲 「さくら さくら」」／岡野貞一「おぼろ月夜」／ドビッシ―「月の光」／チャイコフスキー「眠れる森の美女組曲よりアダージョ」／シューマン＝リスト「献呈」／グリュンフェルド「ウィーンの夜会」／R. シュトラウス 「 "Morgen!" Op.27-4」（アンコール） |
|    | 21      | 『貴公子たちの音楽会 vol.2〜春〜』（於：浜離宮朝日ホール）                                                                            | 出演者：菊池亮太、 LE VELVETS（宮原浩暢・佐賀龍彦）、REAL TRAUM（高島健一郎・堺 裕馬・杉浦奎介・鳥尾匠海） ソロ：R.シュトラウス 「 "Morgen!" Op.27-4」／グリュンフェルド「ウィーンの夜会」／A.Scriabin「悲愴」／J.strauss1「ラデツキー行進曲」 2台ピアノ：ラベル「ボレロ」／F.chopin「革命のエチュード」 石井琢磨×REAL TRAUM Franz Lehar 喜歌劇「ほほえみの国」より「君はわが心のすべて」／S. Rachmaninov「新しい季節」 |
| 6  | 9 10 16 | 石井琢磨×髙木竜馬 2台ピアノコンサートツアー                                                                                           | 三井住友海上しらかわホール（名古屋）／住友生命いずみホール（大阪）／紀尾井ホール（東京） ワルツop.10-2（髙木ソロ）／バレエ音楽「眠りの森の美女」よりアダージョOp.66（石井ソロ）／ドビッシー：小組曲（連弾）／ラ・ヴァルス（2台ピアノ）／美しき青きドナウOp.314／「シンデレラ」より「ワルツ・レント」、「フィナーレ」Op.87／ラフマニノフ組曲第2番より「ロマンス」、「タランテラ」Op.17 |
| ７ | 29      | NET PIANO SUMMER FESTIVAL2023（ネピサマ） ※Youtube生配信                                                                              | 猫のワルツ（ショパン）/アダージョ～眠れる森の美女（チャイコフスキー） 愛の悲しみ（クライスラー＝ラフマニノフ）/ 月の光（ドビュッシー）/献呈（シューマン＝リスト）/ ウィーンの夜会（グリュンフェルト）/ Morgen！（R.シュトラウス） |
| ７ | 30      | 石井琢磨×髙木竜馬×藤川有樹×宮田 森 4台ピアノコンサート                                                                                | 浜離宮朝日ホール（7/30）2公演／阿南文化会館夢ホール（8/5）／浜離宮朝日ホール（8/30）※8/30のみ配信有 （石井演奏曲のみ記載） 【ソロ】クライスラー＝ラフマニノフ：愛の悲しみ 【連弾】ヒナステラ バレエ「エスタンシア-マランボ」（藤川有樹編曲）/石井琢磨・髙木竜馬 【4台ピアノ】 ベートーヴェン：交響曲 第7番Op.92 第1楽章 ／ドヴォルザーク：交響曲 第9番 ホ単調 Op.92「新世界より」第4楽章／ガーシュイン：ラプソディ・イン・ブルー変ロ長調 【アンコール：4台ピアノ】エルガー：威風堂々／レスピーギ：交響詩「ローマの祭り」第4部主顕祭 ※すべて藤川有樹 編曲／ |
| 8  | 12      | TGS 弦楽×ピアノ feat.石井琢磨 （於：浜離宮朝日ホール）                                                                                | W.Aモーツァルト ピアノ協奏曲第13番 K.415 アンコール：Morgen！（R.シュトラウス）編曲：島根朋史 |
| 8  | 13      | のだめカンタービレの音楽会 （於：兵庫県立芸術文化センター大ホール）                                                                   | プーランク：オーボエ、バソンとピアノのための三重奏曲 ガーシュイン：ラプソディ・イン・ブルー |
| 8  | 26-27   | STAND UP! CLASSIC FESTIVAL’23 ONLINE                                                                                                  | DAY1 ラフマニノフ：ピアノ協奏曲 第2番 ハ短調（全曲） DAY2 ガーシュウィン：ラプソディ・イン・ブルー |
| ９ | 9       | ピアノ・リサイタルツアー2023 Szene | 東京公演（一般チケットは3分で完売）オペラシティ・コンサートホール 9/21 北海道，10/1群馬，10/7福岡，10/8大阪、10/14名古屋、〈追加公演〉2024/2/8東京（サントリーホール） |
| ９ | 28      | 平安神宮 月音夜 | ドビッシー：月の光/岡野貞一：朧月夜/菊池亮太編：ムーンリバー/フォーレ：夢のあとに/アヴェ・ヴェルム・コルプス/チャイコフスキー：眠れる森の美女よりアダージョ |
| 10 | 16      | Immersive Museum×TAKUON TV Special LIVE（於：日本橋三井ホール）                                                                       | |
| 10 | 20      | 石井琢磨×菊池亮太 2台ピアノ公演 | 10/20岡山、11/5 新潟、11/25焼津 |
| 10 | ２8     | 貴公子たちの音楽会Vol.3明治村特別編                                                                                                   | 旧帝国ホテルのロビーでのコンサート |
| 11 | 12      | 所沢市役所ロビーコンサート | |
| 12 | 9       | 石井琢磨×ダノール・キンテロス 2台ピアノコンサート                                                                                     | |
| 12 | 17      | 第九ひろしま2023 | |

#### 2024年
| 月 | 日 | 名称                                                                                            | 備考                                                   |
| -- | -- | ----------------------------------------------------------------------------------------------- | ------------------------------------------------------ |
| １ | 8  | 生で聴く “のだめカンタービレ”の音楽会 ニューイヤーコンサート（於：春日井市民会館）              | ガーシュウィン：ラプソディー・イン・ブルー             |
| １ | 28 | 第67回 日本赤十字社 献血チャリティ・コンサート 〜時代を超えた傑作たち〜（於：サントリーホール） | ラフマニノフ:ピアノ協奏曲 第2番* ハ短調 Op.18          |
| ２ | 24 | のだめクラシックコンサート（於：東京国際フォーラム）                                            | ラフマニノフ：ピアノ協奏曲第2番 ハ短調Op.18（第1楽章） |
|    |    |                                                                                                 |                                                        |

## タイアップ
- 2022年10月、LE VELVETS・佐賀龍彦プロデュース、石井琢磨（ピアノ）・高島健一郎（テノール）との初コラボ楽曲が『特別展・木島櫻谷－山水夢中－』のテーマ曲に決定。
- 2023年10月、京都市美術館開館90周年記念展『竹内　鳳 破壊と創生のエネルギー』（於：京都京セラ美術館）のテーマ曲：クライスラー（ラフマニノフ編）「愛の悲しみ」をプレス向けの内覧会で演奏した。また本展覧会の音声ガイドを佐賀龍彦（LE VELVETS)とともに担当した。

## グッズ
- 2021年10月、株式会社ヴィレッジ・ヴァンガードからコラボグッズを発売。
- 2022年3月、KANGOL REWARDとのコラボグッズ発売。
- 2022年11月17日、e＋shopからがオフィシャルグッズが発売され、コンサートで先行販売。

## イベント
- 2023年9月10日、タワーレコード渋谷店において、「Szene」発売記念インストアイベントを開催し、ミニコンサート＆サイン会を行った。石井は初回限定版で着用した衣装で登場。月の光/ムーンリーバー/モルゲン！の3曲演奏した。
- 2023年11月23日、たくさんアンサンブル！[8]で、MC出演した。
- 2024年2月23日、たくさんアンサンブル！第2番[9]で前回に引き続きMC出演した。

## メディア出演歴

### テレビ
- 行列のできる相談所（2022年5月15日、日本テレビ）
- 百年の眠りからさめた櫻谷〈理想郷〉の美（2022年11月12日、BSフジ） - 佐賀龍彦と共にナビゲーター
- もうすぐ！THE CLASSICAL LEGEND！！コンサート（2022年11月17日、BSフジ）[10]
- ごきげんライフスタイル よ〜いドン!（2023年4月28日、関西テレビ）
- ピーチケMusic（2023年5月10日、関西テレビ）
- ピーコ&兵動のピーチケパーチケ（2023年5月24日、関西テレビ）
- 日曜日の初耳学 初耳ギフテッドSP（2023年5月28日、TBSテレビ）
- 貴公子たちの音楽会（2022年11月27日、BS11 イレブン）
- 貴公子たちの音楽会Vol.2〜春〜（2023年5月31日）
- 「MM-TV」（2023年9月11・14・15・17日、MBSテレビ）
- イマナマ！（2023年10月18日、中国放送）
- BSフジ『近代日本画の巨匠　竹内栖鳳　破壊と創生のエネルギ―』（2023年10月21日）

### ラジオ
- あわ紳士録（2020年10月3日、四国放送）
- Station×Station（2021年10月13日、FM徳島）
- 龍角散Presens のどの窓（2022年10月16日・23日・30日、TBSラジオ）[11]
- THE TRAD（2023年1月10日、TOKYO FM）
- DIG GIG TOKYO!（2023年1月29日、TOKYO FM）
- メゾン・ド・ミュージック「石井琢磨のたくま式ラジオ」（2023年4月 - 、MBSラジオ、水曜日25:30 -） -  2週目パーソナリティとして出演[12]
- DIG UP（2023年7月25-26日、J-WAVE）
- こんにちわコンちゃんお昼ですよ！（2023年8月14日、MBSラジオ）
- Mラジ Music Treasures（2023年8月16日、MBSラジオ）
- 「J-WAVE TOKYO MORNING RADIO」（2023年8月23日、J-WAVE）
- Juri's Favorite Note（2023年9月16、JFN31曲ネットでオンエア）
- Lovely Day（2023年10月17日、Fm yokohama 84.7）
- 田口麻衣noみみコミ（2023年10月29日、RCCラジオ）
- おひるーな（2023年11月9日、RCCラジオ）

## 新聞・雑誌等
- 月刊ショパン（2021年8月号、2022年1月号） - インタビュー記事
- 練馬・板橋タウン誌「kacce」（2021年10月号） - 特集記事[2]
- 音楽の友（2021年11月号） - インタビュー記事
- 月刊ピアノ（2022年5月号・2022年9月号） - Pick up Artistインタビュー記事
- 季刊フリーマガジン「ピアノの本」（2022年12月、Vol.280号） - インタビュー記事
- 東京藝術大学　音楽総合研究センター・社会発信室「2021年度　キャリア形成に関する卒業生・若手音楽家へのインタビュー」 - WEBインタビュー[13]
- YAMAHA 音遊人（2023年5月30日）‐インタビュー記事[14]
- 毎日新聞（2023年5月17日）インタビュー記事「動画を演奏会に」
- 中日新聞（夕刊）（2023年6月2日）インタビュー記事[15]「２台ピアノ「音楽で会話」１４年来の親友、石井琢磨＆髙木竜馬」
- 産経WEB（2023年8月1日）インタビュー記事「Youtuber「たくおん」こと石井琢磨 配信で作るクラシック音楽を聴くきっかけ[16]
- 日経ビジネス（2023年8月23日）インタビュー記事「クラシックの扉を開ける「鍵の管理人」になりたい[17]
- 月刊ショパン（2023年10月号）表紙＆ピアニストスペシャルインタビュー「クラシック音楽は、僕らにすべてを教えてくれる」
- 「しんぶん赤旗」日曜日版（2023年11月12日）インタビュー記事
- 月刊ピアノ（2024年1月号）インタビュー記事掲載
- webマガジンONTOMO（2025年1月12日）インタビュー記事　ピアニスト・石井琢磨が“推される”理由。「演奏家はまずは名前を覚えてもらうことが大切」[6]

## 連載
- 石井琢磨のたくおんEssay（2023年5月号 - 、月刊ピアノ）

## ディスコグラフィ

### アルバム
- Wien（2021年8月12日、SMM itaku）※初回限定盤は発売即日に完売。
- TANZ（2022年9月21日、eplus music）※2022年SoundScan Japan調べによるクラシック・チャートで第5位にランキング（4,207枚）した。
- Szene (2023年8月26日、eplus music）※オリコンデイリー総合チャートで初登場3位。

### 参加作品
- ラフマニノフ歌曲『新しい季節（春の流れ）』（2022年11月23日、eplus music） - 配信single。佐賀龍彦、高島健一郎と共演。
- image23[18]（2023年8月23日） image23に『ピカデリー』『新しい季節（春の流れ）」が収録。